# برولینه
برولینه (به لهستانی:  Bruliny) یک روستا در لهستان است که در گمینا شویرچه واقع شده‌است.